# Keita Bates-Diop
Pour les articles homonymes, voir Bates et Diop.
Keita Bates-Diop, né le 23 janvier 1996 à Sacramento en Californie, est un joueur américain de basket-ball évoluant aux postes d'ailier et ailier fort.

## Biographie

### Carrière universitaire
Entre 2014 et 2018, il joue pour les Buckeyes d'Ohio State.

### Carrière professionnelle

#### Timberwolves du Minnesota (2018-fév. 2020)
Il est sélectionné en 48e choix par les Timberwolves du Minnesota lors de la draft 2018 de la NBA.
Le 7 juillet 2018, il signe son premier contrat NBA avec les Timberwolves du Minnesota.

#### Nuggets de Denver (fév. - nov. 2020)
Le 5 février 2020, il est envoyé aux Nuggets de Denver.

#### Spurs de San Antonio (2020-2023)
Le 23 novembre 2020, il signe un contrat two-way en faveur des Spurs de San Antonio.

#### Suns de Phoenix (2023-2024)
En juillet 2023, il rejoint les Suns de Phoenix via un contrat de 5 millions de dollars sur deux saisons.

#### Nets de Brooklyn (2024)
En février 2024, il est transféré aux Nets de Brooklyn.

#### Retour aux Timberwolves du Minnesota (2024)
Le 6 juillet 2024, Bates-Diop est échangé en direction des Knicks de New York. Il est à nouveau transféré en octobre 2024, du côté des Timberwolves du Minnesota. Il est licencié quelques jours plus tard.

## Statistiques

### Universitaires
| Saison    | Équipe     | Matchs | Titul. | Min./m | % Tir | % 3pts | % LF | Rbds/m. | Pass/m. | Int/m. | Ctr/m. | Pts/m. |
| --------- | ---------- | ------ | ------ | ------ | ----- | ------ | ---- | ------- | ------- | ------ | ------ | ------ |
| 2014-2015 | Ohio State | 33     | 1      | 9,9    | 47,3  | 46,2   | 67,9 | 2,06    | 0,52    | 0,33   | 0,58   | 3,79   |
| 2015-2016 | Ohio State | 33     | 33     | 31,5   | 45,3  | 32,4   | 78,7 | 6,36    | 1,09    | 0,73   | 1,24   | 11,76  |
| 2016-2017 | Ohio State | 9      | 3      | 23,3   | 50,0  | 20,0   | 71,4 | 5,22    | 1,33    | 0,22   | 1,33   | 9,67   |
| 2017-2018 | Ohio State | 34     | 34     | 33,1   | 48,0  | 35,9   | 79,4 | 8,71    | 1,65    | 0,91   | 1,65   | 19,76  |
| Total     | Total      | 109    | 71     | 24,8   | 47,2  | 35,2   | 77,6 | 5,70    | 1,11    | 0,62   | 1,17   | 11,67  |

### Professionnels

#### Saison régulière NBA
| Saison    | Équipe      | Matchs | Titul. | Min./m | % Tir | % 3pts | % LF | Rbds/m. | Pass/m. | Int/m. | Ctr/m. | Pts/m. |
| --------- | ----------- | ------ | ------ | ------ | ----- | ------ | ---- | ------- | ------- | ------ | ------ | ------ |
| 2018-2019 | Minnesota   | 30     | 3      | 16,8   | 42,3  | 25,0   | 64,3 | 2,77    | 0,57    | 0,60   | 0,47   | 5,03   |
| 2019-2020 | Minnesota   | 37     | 0      | 17,5   | 42,2  | 33,0   | 70,8 | 2,97    | 0,81    | 0,46   | 0,54   | 6,78   |
| 2019-2020 | Denver      | 7      | 0      | 14,0   | 46,4  | 33,3   | 80,0 | 2,43    | 0,00    | 0,29   | 0,57   | 5,29   |
| 2020-2021 | San Antonio | 30     | 0      | 8,2    | 44,8  | 29,4   | 66,7 | 1,60    | 0,40    | 0,40   | 0,20   | 2,60   |
| 2021-2022 | San Antonio | 59     | 14     | 16,2   | 51,7  | 30,9   | 75,4 | 3,92    | 0,69    | 0,46   | 0,24   | 5,68   |
| 2022-2023 | San Antonio | 67     | 24     | 21,7   | 50,8  | 39,4   | 79,3 | 3,70    | 1,50    | 0,70   | 0,30   | 9,70   |
| Total     | Total       | 230    | 59     | 17,0   | 48,0  | 33,9   | 74,9 | 3,20    | 0,90    | 0,50   | 0,30   | 6,50   |

Mise à jour le 1er juillet 2023

#### Playoffs NBA
| Saison | Équipe | Matchs | Titul. | Min./m | % Tir | % 3pts | % LF | Rbds/m. | Pass/m. | Int/m. | Ctr/m. | Pts/m. |
| ------ | ------ | ------ | ------ | ------ | ----- | ------ | ---- | ------- | ------- | ------ | ------ | ------ |
| 2019   | Denver | 5      | 0      | 4,7    | 20,0  | 0,0    | 50,0 | 1,20    | 0,20    | 0,00   | 0,00   | 0,60   |
| Total  | Total  | 5      | 0      | 4,7    | 20,0  | 0,0    | 50,0 | 1,20    | 0,20    | 0,00   | 0,00   | 0,60   |

Mise à jour le 12 novembre 2020

## Records sur une rencontre en NBA
Les records personnels de Keita Bates-Diop en NBA sont les suivants, :
| Type de statistique        | Saison régulière | Saison régulière          | Saison régulière | Playoffs | Playoffs                  | Playoffs         |
| Type de statistique        | Record           | Adversaire                | Date             | Record   | Adversaire                | Date             |
| -------------------------- | ---------------- | ------------------------- | ---------------- | -------- | ------------------------- | ---------------- |
| Points                     | 30               | @ Lakers de Los Angeles   | 23 décembre 2021 | 2        | @ Jazz de l'Utah          | 21 août 2020     |
| Paniers marqués            | 11               | @ Lakers de Los Angeles   | 23 décembre 2021 | 1        | @ Jazz de l'Utah          | 21 août 2020     |
| Paniers tentés             | 18               | Suns de Phoenix           | 23 novembre 2019 | 4        | @ Jazz de l'Utah          | 21 août 2020     |
| Paniers à 3 points réussis | 4                | 2 fois                    | 2 fois           | -        | -                         | -                |
| Paniers à 3 points tentés  | 10               | Suns de Phoenix           | 23 novembre 2019 | -        | -                         | -                |
| Lancers francs réussis     | 6                | 2 fois                    | 2 fois           | 1        | @ Clippers de Los Angeles | 3 septembre 2020 |
| Lancers francs tentés      | 8                | @ Rockets de Houston      | 11 janvier 2020  | 2        | @ Clippers de Los Angeles | 3 septembre 2020 |
| Rebonds offensifs          | 4                | 4 fois                    | 4 fois           | 2        | @ Jazz de l'Utah          | 21 août 2020     |
| Rebonds défensifs          | 11               | @ Heat de Miami           | 26 février 2022  | 1        | 3 fois                    | 3 fois           |
| Rebonds totaux             | 11               | 2 fois                    | 2 fois           | 3        | @ Jazz de l'Utah          | 21 août 2020     |
| Passes décisives           | 6                | Rockets de Houston        | 24 janvier 2020  | 1        | @ Clippers de Los Angeles | 3 septembre 2020 |
| Interceptions              | 4                | @ Thunder d'Oklahoma City | 24 février 2021  | -        | -                         | -                |
| Contres                    | 3                | Rockets de Houston        | 24 janvier 2020  | -        | -                         | -                |
| Balles perdues             | 4                | @ Nets de Brooklyn        | 9 janvier 2022   | -        | -                         | -                |
| Minutes jouées             | 37               | @ Nets de Brooklyn        | 9 janvier 2022   | 12       | @ Jazz de l'Utah          | 21 août 2020     |

- Double-double : 1
- Triple-double : 0

Dernière mise à jour : 15 août 2022